# Польське народне вбрання
Польське народне вбрання – термін, що використовується для повсякденного та святкового одягу більшості польських етнографічних груп . Період найбільшого розвитку національного вбрання припадає на другу половину ХІХ - початок ХХ ст., коли розкріпачення селян, розвиток товарного господарства і промисловості призвели до зростання багатства селян. Оздоблення костюма залежало від достатку етнографічних груп та окремого власника. Народні костюми в Польщі слід відрізняти від польського національного костюма, який походить від шляхетського одягу, а не від народного вбрання .

## Основні елементи одягу
У польському народному вбранні спостерігаються значні регіональні відмінності, тому цілісного і чіткого уявлення про єдиний польський народний костюм немає. Народні наряди різних регіонів увібрали в себе риси вбрань національностей, які раніше там проживали (у Нижній Сілезії – німці, в Померанії – кашуби, на Лемківщині – українці і т.д.). Але, не зважаючи на регіональне розмаїття, польське народне вбрання все ж таки має основні елементи одягу, притаманні усім історичним областям.

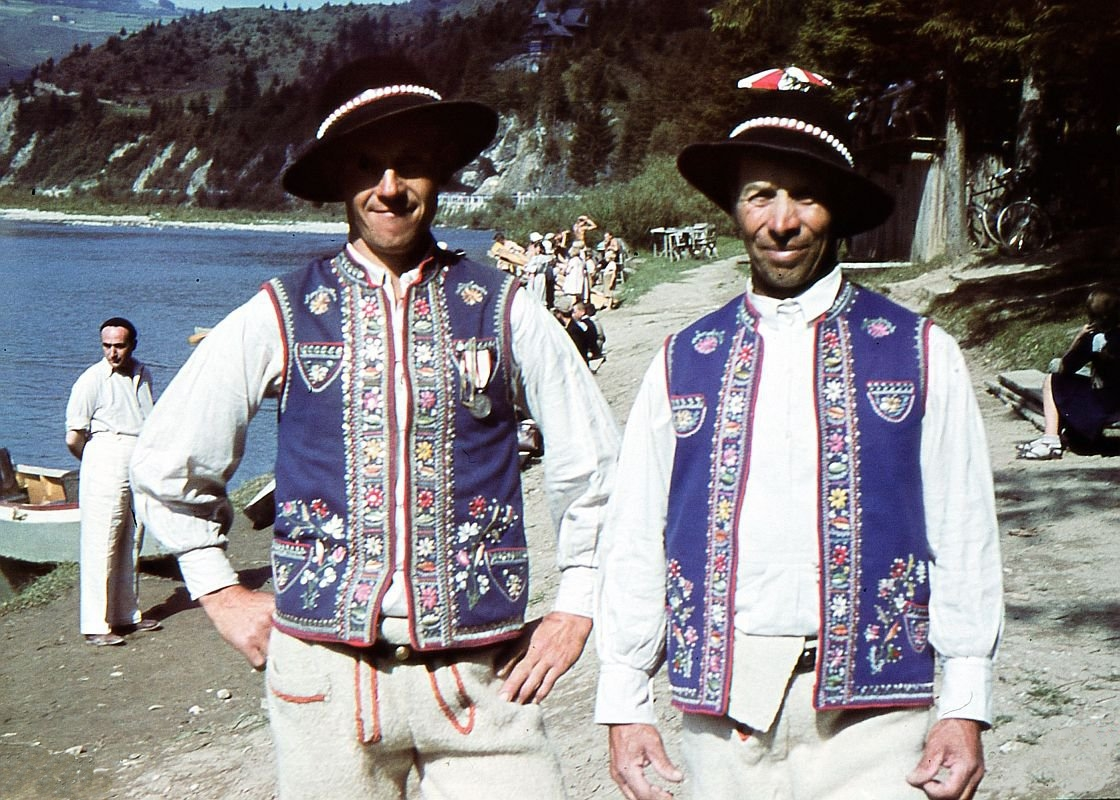
Гуралі, Щавниця (1939), кольорова фотографія

#### Чоловічий костюм
- Бриль
- Сукняні штани
- Довгий жилет (найчастіше синього кольору)
- Личаки або чоботи

Жіночий костюм
- Хустка
- Корсаж
- Спідниця
- Фартух
- Сорочка
- Личаки або чоботи

## Класифікація
Найпоширенішою класифікацією є монографічний регіональний макет, у якому кожному етнографічному регіону присвоюються певні види костюмів. Класифікація заснована на визначенні п’яти історичних регіонів Польщі: Помор’я, Великопольща та Куявія, Сілезія, Мазовія, Малопольща.